# Двејн Пил
Двејн Пил (енгл. Dwayne Peel; 31. август 1981) професионални је рагбиста и репрезентативац Велса, који тренутно игра за енглеског друголигаша Бристол. Са 76 одиграних тест мечева за Велс, други је на листи иза Мајка Филипса, када су у питању играчи на позицији број 9. За репрезентацију Велса је дебитовао против Јапана у тест мечу 2001. Први есеј у дресу Велса је постигао против Италије 2003. Био је најмлађи играч британских и ирских лавова на турнеји 2005, на Новом Зеланду. Предводио је Велс као капитен на светском првенству 2007, у утакмици против Канаде. Провео је 6 година играјући за Сејл у Премијершипу, а тренутно је капитен Бристола.